# Wang Yu (altista)
Wang Yu (王宇S, Wáng YǔP; Zhuhai, 18 agosto 1991) è un altista cinese.

## Palmarès
| Anno | Manifestazione             | Sede           | Evento        | Risultato | Prestazione | Note                                     |
| ---- | -------------------------- | -------------- | ------------- | --------- | ----------- | ---------------------------------------- |
| 2011 | Universiadi                | Shenzhen       | Salto in alto | 4º        | 2,24 m      |                                          |
| 2012 | Campionati asiatici indoor | Hangzhou       | Salto in alto | 4º        | 2,15 m      |                                          |
| 2013 | Universiadi                | Kazan'         | Salto in alto | Bronzo    | 2,28 m      |                                          |
| 2013 | Mondiali                   | Mosca          | Salto in alto | 19º (q)   | 2,22 m      |                                          |
| 2014 | Mondiali indoor            | Sopot          | Salto in alto | 10º (q)   | 2,25 m      | Miglior prestazione personale stagionale |
| 2014 | Giochi asiatici            | Incheon        | Salto in alto | 4º        | 2,25 m      |                                          |
| 2015 | Campionati asiatici        | Wuhan          | Salto in alto | 7º        | 2,15 m      |                                          |
| 2015 | Mondiali                   | Pechino        | Salto in alto | 18º (q)   | 2,26 m      |                                          |
| 2016 | Giochi olimpici            | Rio de Janeiro | Salto in alto | 32º (q)   | 2,22 m      |                                          |
| 2017 | Mondiali                   | Londra         | Salto in alto | Finale    | dns         |                                          |
| 2018 | Mondiali indoor            | Birmingham     | Salto in alto | 6º        | 2,20 m      |                                          |
| 2018 | Giochi asiatici            | Giacarta       | Salto in alto | Oro       | 2,30 m      |                                          |
| 2019 | Mondiali                   | Doha           | Salto in alto | 10º       | 2,24 m      |                                          |
| 2019 | Giochi mondiali militari   | Wuhan          | Salto in alto | 11º       | 2,00 m      |                                          |
| 2021 | Giochi olimpici            | Tokyo          | Salto in alto | 17º (q)   | 2,21 m      |                                          |